# Bat Chum
Bat Chum è un tempio minore costruito da Kavindrarimathana, ministro buddista di vasta cultura del re khmer Rajendravarman, nella metà del X secolo. Si trova circa 400 metri a sud del Srah Srang, ad Angkor, in Cambogia.
Il tempio è costituito da tre torri di mattoni (attualmente in cattive condizioni) allineate da Nord a Sud su una piattaforme comune. È circondato da un muro di recinzione ed un fossato, con un singolo gopura di entrata ad Est.
Sui pilastri delle porte vi sono iscrizioni buddiste che menzionano Kavindrarimathana, l'"architetto" (o funzionario incaricato della costruzione) che edificò lo Srah Srang, il Mebon orientale e forse progettò il tempio-montagna di Pre Rup.
Forse in origine si trattava di un tempio induista: durante gli scavi, iniziati nel 1952, nelle torri settentrionale e centrale furono rinvenute delle pietre da lastricato che costituivano uno yantra. George Coedès fu capace di ricostruirlo ma lo poté collegare solo con estrema difficoltà e approssimazione alle divinità buddiste menzionate sui pilastri delle porte.
In ciascuna torre è presente un'iscrizione differente, firmata da tre autori diversi, ma l'ultimo verso di tutte e tre è lo stesso e menziona gli elefanti come "distruttori di argini".